# LinnDrum
Pour les articles homonymes, voir Linn.
La LinnDrum est une boite à rythmes électronique fabriquée en 1982 par Roger Linn, de la société Linn Electronic, pour succéder à la Linn LM-1, première boîte à rythme à échantillons.
La LinnDrum dispose de 15 sons de batterie échantillonnés à 35 kHz à partir de sons réels de batterie, ainsi qu'un séquenceur permettant de programmer des séquences rythmiques.
Elle a été utilisée par de nombreux artistes, dont Madonna, Sting, Queen, Jean-Michel Jarre, Peter Gabriel, Stevie Wonder, Wally Badarou, Prince, ainsi que pour les génériques du Flic de Beverly Hills et de Deux flics à Miami entre autres.

## Caractéristiques
Le LinnDrum a quinze sons de batterie 8 bits 28 kHz ~ 35 kHz échantillonnés numériquement: grosse caisse, caisse claire, caisse claire, charleston, cymbale crash, cymbale ride, trois tom-toms, cabasa, tambourin, congas aigus et graves , cloche de vache et applaudissements. Comme le LM-1, il fournissait un séquenceur pour la programmation de motifs rythmiques, un mixeur intégré et des prises de sortie individuelles pour chaque son.
Le LinnDrum coûtait 2000 $ de moins que le LM-1, mais a amélioré le LM-1 à bien des égards, y compris l'ajout de samples de cymbales crash et ride, cinq entrées de déclenchement externes et la possibilité de remplacer les sons d'origine par de nouveaux sons via des puces EPROM. Alors que le LM-1 permet à chaque son d'être accordé individuellement, le LinnDrum permet uniquement que la caisse claire et le rimshot puissent être accordés ensemble, tandis que les échantillons de tom et de conga peuvent être accordés séparément. Les charlestons LinnDrum permettent un ajustement du decay, permettant plus de polyvalence. Pour les utilisateurs de LinnDrum qui souhaitent plus de flexibilité, une modification tierce permet d'accorder plus de sons individuellement, comme avec le LM-1.

## Histoire
Le LinnDrum a été conçu par Roger Linn. Selon Linn, son entreprise a commencé comme une entreprise à un seul produit, en fonction du succès du LM-1. Il a été inspiré pour concevoir un successeur après un salon NAMM où il a rencontré le fondateur de Roland Corporation, Ikutaro Kakehashi, qui l'a encouragé à «aller au-delà d'être une entreprise à un seul produit afin qu'un ralentissement de mon seul produit ne fasse pas tomber l'entreprise».

## Échantillons de batterie
Selon certains[réf. nécessaire] [Qui ?] , les sons de LinnDrum ont été échantillonnés à partir de vraies percussions jouées spécifiquement pour la machine par le batteur de Los Angeles Art Wood, un ami de Linn, qui a joué avec Linn et des musiciens comme Peter Frampton, Gary Wright, Cher, Tina Turner, Bette Midler et James Brown. Cependant, "Le LM-1 a été la première boîte à rythmes à utiliser des échantillons d'un vrai kit de batterie, Roger Linn confirme que c'était bien le batteur de session Art Wood qui jouait la majorité des sons qu'il utilisait. le mystère, une entrée dans le musée en ligne de la société Roger Linn Design attribue au batteur de session de LA Art Wood la plupart des échantillons. "Alors que la page du Roger Linn Designs Past Products Museum attribue à Art Wood" la plupart des sons du LM-1, il n'y a pas de crédit pour le batteur qui a fait les sons pour le LinnDrum. Dans le film Sound City, le batteur de session Jim Keltner s'attribue le mérite des échantillons de batterie.

## Galerie

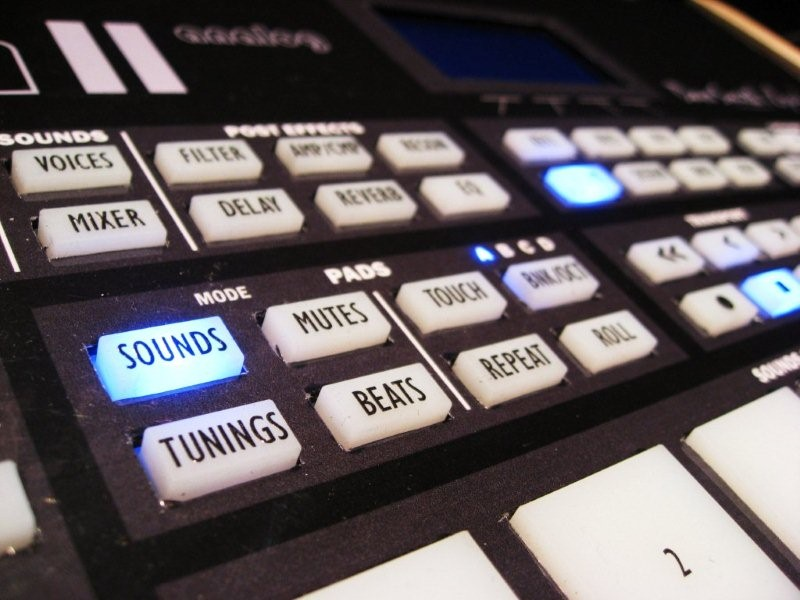
Détails de la LinnDrum II
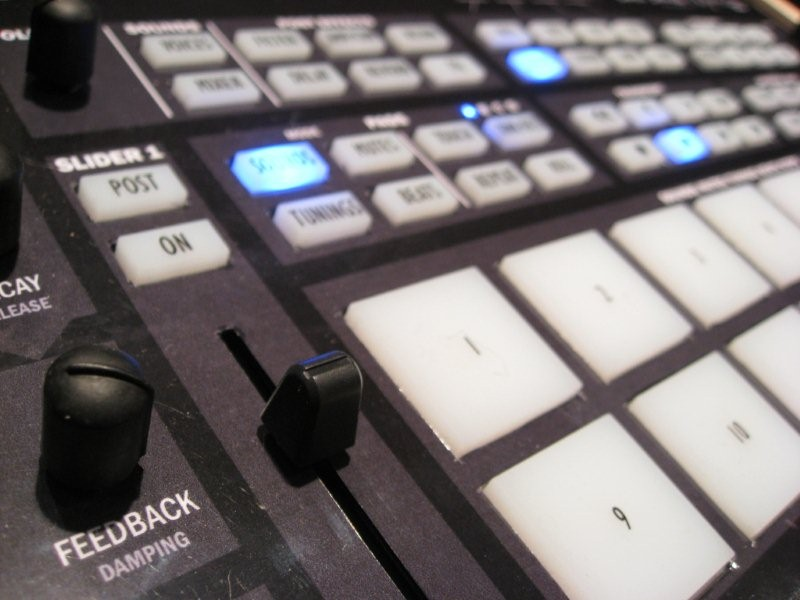

## Source
- (en) Cet article est partiellement ou en totalité issu de l’article de Wikipédia en anglais intitulé « LinnDrum » (voir la liste des auteurs).